# Gary Clark Jr.
Gary Lee Clark Jr. là một ca sĩ kiêm nhạc sĩ người Mỹ xuất thân từ Austin, Texas. Anh nổi tiếng nhất nhờ pha trộn các dòng nhạc blues, rock, soul và hip hop. Năm 2011, Clark đã ký hợp đồng với hãng đĩa Warner Bros. Records và cho ra đời đĩa EP The Bright Lights. Những sản phẩm kế tiếp của anh gồm có Blak and Blu (2012) và The Story of Sonny Boy Slim (2015). Trong suốt sự nghiệp của mình, Clark là một nghệ sĩ thường xuyên trình diễn nhạc sống; những màn biểu diễn đó từng được ghi thành hai cuốn phim tài liệu Gary Clark Jr. Live (2014) và Gary Clark Jr Live/North America (2017). Anh còn từng đứng chung sân khấu với những cây đại thụ như Eric Clapton, Tom Petty and the Heartbreakers, B.B. King và The Rolling Stones. Năm 2014, Clark được trao một giải Grammy cho Trình diễn R&B truyền thống xuất sắc nhất với bài "Please Come Home". Album mới nhất của nhạc sĩ này, This Land được phát hành vào ngày 22 tháng 2 năm 2019. Album đã giúp Clark giành chiến thắng cúp Grammy cho Album rock xuất sắc nhất, còn ca khúc cùng tên trích từ album cũng đoạt 2 giải Bài hát rock hay nhất và Trình diễn rock xuất sắc nhất tại lễ trao giải thường niên 2020.

## Sự nghiệp âm nhạc
Gary Clark Jr. bắt đầu học chơi guitar năm 12 tuổi. Sinh ra và lớn lên tại Austin, Texas, Clark có một vài buổi diễn nhỏ lúc còn là thiếu niên, cho đến khi anh gặp Clifford Antone, người sáng lập kiêm quản lý câu lạc bộ âm nhạc Austin. Câu lạc bộ của Antone chính là bệ phóng sự nghiệp cho Jimmie và Stevie Ray Vaughan – những nghệ sĩ tái định nghĩa nhạc blues lúc bấy giờ. Ngay sau khi gặp gỡ Clifford, Clark bắt đầu học chơi nhạc với những biểu tượng âm nhạc như Jimmie Vaughan. Vaughan và các nghệ sĩ khác tại cộng đồng âm nhạc Austin cũng hết lòng hỗ trợ Clark trên con đường âm nhạc của anh.
Clark từng góp giọng thể hiện bản hát lại bài "I Want You Back" của Jackson 5, nằm trong album 100 Miles from Memphis (2010) của Sheryl Crow. Tạp chí Rolling Stone đã tặng cho Clark mỹ từ "Nghệ sĩ trẻ đột phá nhất" (Best Young Gun) vào tháng 4 năm 2011 trên trang bìa ấn bản "Best of Rock" của tạp chí này. Năm 2012, Clark ghi âm hai ca khúc khác nhau với nữ ca sĩ Alicia Keys tại thành phố New York. Anh là người đồng sáng tác bài "Fire We Make" với Keys, Pop Wansel và Oak Felder cho album Girl on Fire. Nhạc sĩ này còn hợp tác sản xuất bài "What Did I Do? / God as My Witness" với ban nhạc Foo Fighters, trích từ album Sonic Highways (2014) của nhóm, thu âm tại KLRU-TV Studio 6A ở Austin.

## Trình diễn nhạc sống
Clark đã tham gia biểu diễn tại nhạc hội Monterey Jazz Festival lần thứ 50 như phần của chiến dịch quảng bá phim Honeydripper (2007) của John Sayles. Clark còn trình diễn tại sự kiện Crossroads Guitar Festival 2010 bên cạnh B.B. King, Eric Clapton, Buddy Guy, Steve Winwood, John Mayer, Sheryl Crow, Jeff Beck và ZZ Top. Anh đứng chung sân khấu cùng Doyle Bramhall II, Sheryl Crow và Eric Clapton, đồng thời ra mắt một số ca khúc gốc do anh sáng tác.
Tháng 6 năm 2011, Clark góp mặt tại nhạc hội thường niên Bonnaroo Music Festival ở Manchester, Tennessee, diễn ra trong phòng ghi Miller Lite On Tap Lounge. Tháng 2 năm 2012, Clark chơi nhạc bên cạnh các huyền thoại nhạc blues tại sự kiện Red, White and Blues tổ chức ở Nhà Trắng. Sự kiện lên sóng trên kênh PBS, có sự tham gia của B.B. King, Mick Jagger, Jeff Beck và Buddy Guy cùng nhiều nghệ sĩ khác. Những tiết mục của Clark gồm có "Catfish Blues" và "In the Evening (When the Sun Goes Down)", cũng như hỗ trợ màn diễn "Let the Good Times Roll", "Beat Up Old Guitar", "Five Long Years" và "Sweet Home Chicago". Tháng 6 năm 2012, Clark một lần nữa thể hiện các tiết mục tại sự kiện Bonnaroo Music Festival tổ chức vào năm tiếp theo, buổi diễn của anh đã được streaming trực tuyến qua kênh Bonnaroo MusicFest trên Youtube.

## Giải thưởng và tôn vinh
Thị trưởng thành phố Austin Kirk Watson từng tuyên bố ngày 3 tháng 5 năm 2001 là Ngày Gary Clark Jr – thời điểm đó Clark mới 17 tuổi. Clark đã thắng giải âm nhạc Austin cho "Cây guitar điện và blues xuất sắc nhất" trong ba dịp khác nhau. Anh được tạp chí Spin tôn vinh là nghệ sĩ đột phá của tháng vào tháng 11 năm 2011. Ấn phẩm Rolling Stone thì liệt đĩa EP Bright Lights (tựa đặt theo bài hát cùng tên của Jimmy Reed nhằm tri ân cố nhạc sĩ này) của Clark ở vị trí số 40 trong top 50 của album của tạp chí năm 2011.

### Giải Grammy
Tính đến năm 2020, Clark đã được 6 đề cử giải Grammy và giành chiến thắng 4 cúp.
| Năm  | Tác phẩm               | Hạng mục                                  | Kết quả   |
| ---- | ---------------------- | ----------------------------------------- | --------- |
| 2014 | "Please Come Home"     | Trình diễn R&B truyền thống xuất sắc nhất | Đoạt giải |
| 2014 | "Ain't Messin' 'Round" | Bài hát rock hay nhất                     | Đề cử     |
| 2020 | This Land              | Album blues đương đại xuất sắc nhất       | Đoạt giải |
| 2020 | "This Land"            | Trình diễn rock xuất sắc nhất             | Đoạt giải |
| 2020 | "This Land"            | Bài hát rock hay nhất                     | Đoạt giải |
| 2020 | "This Land"            | Video nhạc xuất sắc nhất                  | Đề cử     |

## Đời tư
Clark kết hôn với người mẫu Nicole Trunfio vào năm 2016; cặp đôi có chung với nhau 3 đứa con. Cuối năm 2016, Clark và Trunfio mua lại một trang trại ngựa rộng 50 mẫu ở Kyle, Texas. Một câu hỏi hàm ý miệt thị màu da từ người hàng xóm nói về quyền sở hữu trang trại của gia đình anh đã trở thành cảm hứng sáng tác ca khúc "This Land".